# Ürög
Ürög (o Magyarürög) è una località ungherese posta sulle pendici dei monti Mecsek, nella contea di Baranya.
Fu un comune autonomo fino al 1930, quando andò poi a costituire (insieme con Mecsekszentkút, Patacs e Rácváros) il nuovo comune di Mecsekalja; nel 1954 fu unito a Pécs.
Il suo nome potrebbe significare "caverna" ed essere legato alla presenza nel territorio di grotte anticamente abitate da eremiti. Attorno al 1225 il vescovo di Pécs, Bartolomeo, riunì a vita comune una gruppo di questi eremiti presso la chiesa di San Giacomo, dando inizio all'ordine dei monaci di San Paolo primo eremita.